# Monty Williams
Tavares Montgomery Williams, detto Monty (Fredericksburg, 8 ottobre 1971), è un allenatore di pallacanestro ed ex cestista statunitense, di ruolo ala piccola, professionista nella NBA, allenatore della TMI Episcopal.

## Carriera da giocatore
Come ala piccola di 2,03 m dell'Università di Notre Dame, Williams è stato una menzione d'onore All-American, con una media di 22,4 punti e 8,4 rimbalzi durante la sua stagione da senior. Williams è stato scelto al primo turno del draft NBA nonostante una condizione cardiaca preesistente. È stato selezionato dai New York Knicks al primo round (24º assoluto) del draft NBA del 1994. Williams ha giocato in 9 stagioni NBA dal 1994 al 2003. Ha giocato per Knicks, San Antonio Spurs, Denver Nuggets, Orlando Magic e Philadelphia 76ers.
Nella sua carriera in NBA, Williams ha giocato 456 partite, ha segnato un totale di 2884 punti e una media di 6,3 punti a partita. L'8 aprile 1997, ha segnato 30 punti come membro degli Spurs contro i Denver Nuggets. Problemi cronici al ginocchio lo hanno costretto al ritiro nel 2003.

## Carriera da allenatore

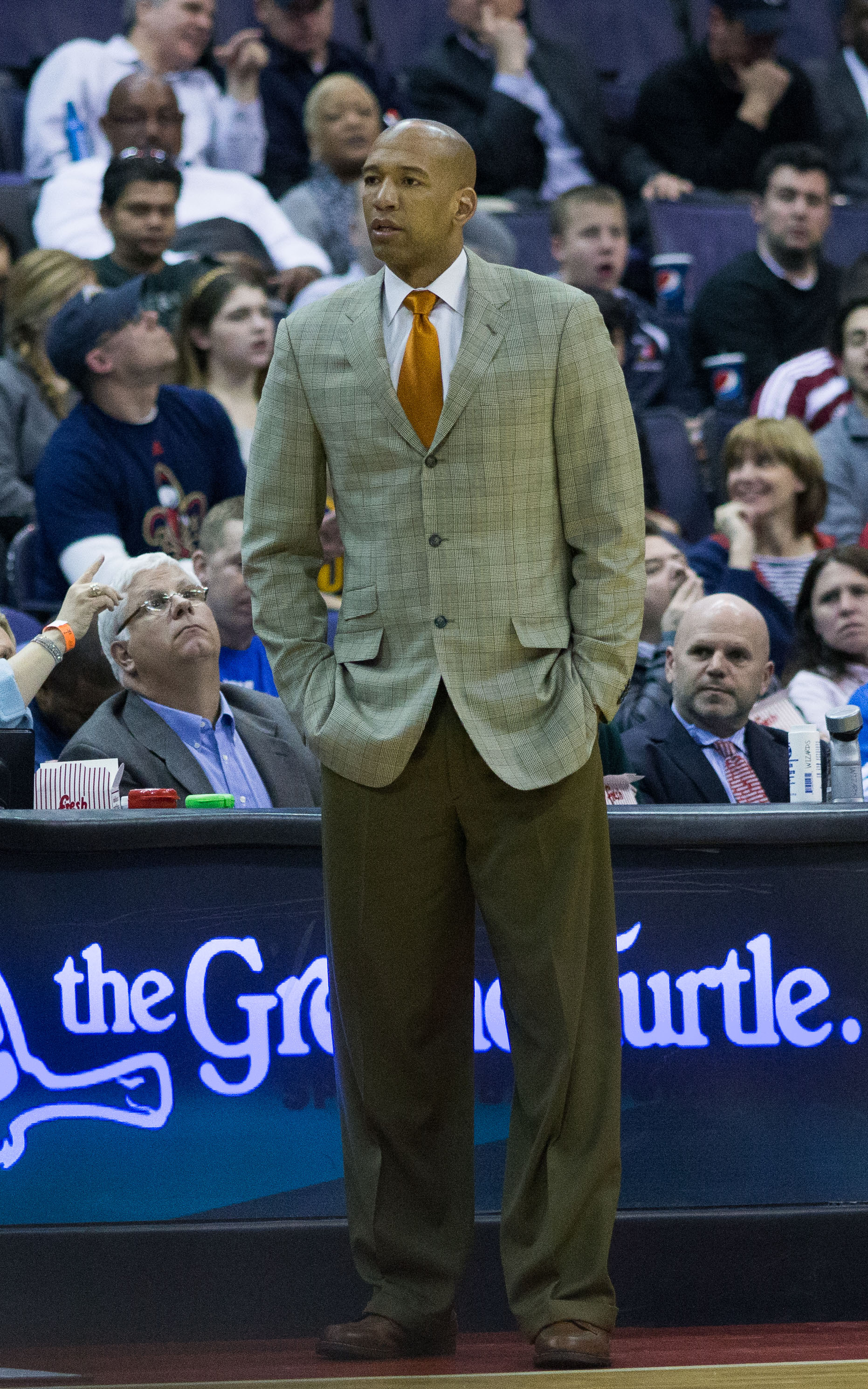
Williams nel 2013 alla guida degli Charlotte Hornets

Nel 2005 ha vinto un campionato NBA come stagista dello staff tecnico con i San Antonio Spurs. Nel 2005, Williams è stato assunto dal nuovo allenatore Nate McMillan come assistente allenatore per i Portland Trail Blazers. Il 7 giugno 2010, a Williams è stato offerto un contratto di tre anni come head coach dei New Orleans Hornets. Alla data della sua assunzione, Williams è diventato il più giovane allenatore della NBA a 38 anni. Nella sua prima stagione con gli Hornets, la squadra ha concluso con un record di 46-36 e ha fatto i playoff.
Il 18 agosto 2012 ha accettato un'estensione del contratto di quattro anni dagli Hornets (successivamente ribattezzati Pelicans). Il 9 giugno 2013 ha accettato un ruolo di assistente allenatore con la squadra nazionale degli Stati Uniti, insieme a Jim Boeheim e Tom Thibodeau, per le Olimpiadi estive del 2016 a Rio de Janeiro, in Brasile. I New Orleans Pelicans hanno terminato la stagione 2014-15 con un record di 45-37 prima di perdere contro i Golden State Warriors nel primo turno dei play-off. Il 12 maggio 2015 è stato licenziato dopo cinque stagioni come capo allenatore dei Pelicans, compilando un record di 173-221 nella stagione regolare e andando 2–8 nei playoff. Il 29 giugno 2015 è diventato l'associate head coach dell'Oklahoma City Thunder. Il 1º giugno 2016 è stato annunciato che Williams non sarebbe tornato con i Thunder. Il 4 giugno 2018, Brett Brown ha annunciato che Williams si sarebbe unito al suo staff a Philadelphia come head assistant coach, il suo primo lavoro da allenatore in due stagioni.
Il 3 maggio 2019, i Phoenix Suns hanno annunciato di aver concordato con la Williams di essere l'head coach della squadra al termine della stagione 2018-19 dei 76ers. I Suns hanno compilato un record di 26-39 nel 2019-20, prima che la stagione fosse rinviata a causa della pandemia di Coronavirus. I Suns sono stati invitati al Coronavirus Bubble della NBA a Orlando per giocare otto partite di seeding, dove Williams ha allenato i Suns per un record di 8-0. Nonostante ciò, i Suns non sono riusciti a qualificarsi per i playoff NBA. È anche membro dell'NBA Competition Committee.
Nella stagione 2020-2021, a seguito dell'ingaggio del playmaker Chris Paul (oltre alla maturazione dei giocatori franchigia Devin Booker e Deandre Ayton), Williams guida i Suns fino al secondo posto della stagione regolare (con un record vincente di 51-21), e si classifica anche al secondo posto della graduatoria del premio di Allenatore dell'anno; perciò, andando ancora una volta contro i pronostici, si rende protagonista di un'altra stupefacente cavalcata nei playoff: qui, sconfigge i Los Angeles Lakers per 4-2 e batte i Denver Nuggets, senza subire sconfitte; successivamente, trionfa anche in Finale di Conference contro i Los Angeles Clippers -con una tripla doppia di Booker in Gara 1 (40 punti, 13 rimbalzi e 11 assist) ed una prestazione da 41 punti di Paul in gara-7.
Perde le Finals in 6 gare con i Milwaukee Bucks.

## Carriera da dirigente
Nel 2016 è diventato il vice president of basketball operations per i San Antonio Spurs. Il 26 giugno 2017, mentre era vicepresidente per gli Spurs, Williams è stato selezionato come vincitore del Sager Strong Award durante il primo NBA Awards Show.

## Statistiche

### NCAA
| Anno      | Squadra             | PG | PT | MP   | TC%  | 3P%  | TL%  | RP  | AP  | PRP | SP  | PP   |
| --------- | ------------------- | -- | -- | ---- | ---- | ---- | ---- | --- | --- | --- | --- | ---- |
| 1989-1990 | Notre Dame F. Irish | 29 | -  | 20,3 | 48,3 | 20,0 | 74,0 | 3,7 | 1,1 | 0,5 | 0,6 | 7,7  |
| 1992-1993 | Notre Dame F. Irish | 27 | -  | 34,9 | 46,1 | 33,8 | 79,1 | 9,3 | 1,4 | 1,1 | 0,7 | 18,5 |
| 1993-1994 | Notre Dame F. Irish | 29 | -  | 34,5 | 51,1 | 41,0 | 69,8 | 8,2 | 2,3 | 1,4 | 0,5 | 22,4 |
| Carriera  | Carriera            | 85 | -  | 29,8 | 48,7 | 36,4 | 73,8 | 7,0 | 1,6 | 1,0 | 0,6 | 16,1 |

### NBA

#### Regular season
| Anno      | Squadra            | PG  | PT  | MP   | TC%  | 3P%  | TL%  | RP  | AP  | PRP | SP  | PP  |
| --------- | ------------------ | --- | --- | ---- | ---- | ---- | ---- | --- | --- | --- | --- | --- |
| 1994-1995 | N.Y. Knicks        | 41  | 23  | 12,3 | 45,1 | 0,0  | 44,7 | 2,4 | 1,2 | 0,5 | 0,1 | 3,3 |
| 1995-1996 | N.Y. Knicks        | 14  | 0   | 4,4  | 31,8 | -    | 62,5 | 1,2 | 0,3 | 0,1 | 0,0 | 1,4 |
| 1995-1996 | San Antonio Spurs  | 17  | 0   | 7,2  | 43,5 | 0,0  | 75,0 | 1,4 | 0,2 | 0,2 | 0,1 | 2,9 |
| 1996-1997 | San Antonio Spurs  | 65  | 26  | 20,7 | 50,9 | 0,0  | 64,5 | 3,2 | 1,4 | 0,8 | 0,8 | 9,0 |
| 1997-1998 | San Antonio Spurs  | 72  | 16  | 18,3 | 44,8 | 50,0 | 67,0 | 2,5 | 1,2 | 0,5 | 0,3 | 6,3 |
| 1998-1999 | Denver Nuggets     | 1   | 0   | 6,0  | 0,0  | -    | 50,0 | 0,0 | 0,0 | 0,0 | 0,0 | 1,0 |
| 1999-2000 | Orlando Magic      | 75  | 23  | 20,0 | 48,9 | 40,0 | 74,1 | 3,3 | 1,4 | 0,6 | 0,2 | 8,7 |
| 2000-2001 | Orlando Magic      | 82  | 0   | 14,8 | 44,5 | 7,7  | 63,9 | 3,0 | 1,0 | 0,4 | 0,2 | 5,0 |
| 2001-2002 | Orlando Magic      | 68  | 19  | 18,9 | 54,7 | 0,0  | 65,7 | 3,5 | 1,4 | 0,7 | 0,3 | 7,1 |
| 2002-2003 | Philadelphia 76ers | 21  | 2   | 13,1 | 42,5 | 0,0  | 75,0 | 2,1 | 1,2 | 0,6 | 0,2 | 4,4 |
| Carriera  | Carriera           | 456 | 109 | 16,7 | 48,1 | 11,1 | 66,5 | 2,8 | 1,2 | 0,6 | 0,2 | 6,3 |

#### Play-off
| Anno     | Squadra            | PG | PT | MP   | TC%   | 3P% | TL%  | RP  | AP  | PRP | SP  | PP  |
| -------- | ------------------ | -- | -- | ---- | ----- | --- | ---- | --- | --- | --- | --- | --- |
| 1995     | N.Y. Knicks        | 1  | 0  | 4,0  | 100,0 | -   | -    | 0,0 | 0,0 | 0,0 | 0,0 | 4,0 |
| 1996     | San Antonio Spurs  | 7  | 0  | 4,1  | 22,2  | -   | 50,0 | 1,0 | 0,0 | 0,0 | 0,0 | 1,0 |
| 1998     | San Antonio Spurs  | 5  | 0  | 5,6  | 62,5  | -   | 66,7 | 1,2 | 0,2 | 0,0 | 0,0 | 2,4 |
| 2001     | Orlando Magic      | 3  | 0  | 4,7  | 75,0  | -   | 33,3 | 2,0 | 0,0 | 0,0 | 0,7 | 2,3 |
| 2002     | Orlando Magic      | 4  | 3  | 23,3 | 51,9  | 0,0 | 60,0 | 5,5 | 2,3 | 0,8 | 0,0 | 8,5 |
| 2003     | Philadelphia 76ers | 10 | 0  | 9,6  | 34,8  | 0,0 | 75,0 | 1,5 | 0,0 | 0,2 | 0,0 | 1,9 |
| Carriera | Carriera           | 30 | 3  | 8,8  | 46,6  | 0,0 | 57,7 | 1,9 | 0,3 | 0,2 | 0,1 | 2,8 |

### Massimi in carriera
- Massimo di punti: 30 vs Denver Nuggets (8 aprile 1997)[1]
- Massimo di rimbalzi: 11 vs Chicago Bulls (26 marzo 2002)
- Massimo di assist: 6 (2 volte)
- Massimo di palle rubate: 3 (8 volte)
- Massimo di stoppate: 4 (2 volte)
- Massimo di minuti giocati: 44 (2 volte)

### Allenatore
| Stagione | Squadra         | Regular Season | Regular Season | Regular Season | Regular Season | Regular Season           | Post Season                                                 |
| Stagione | Squadra         | V              | P              | % V            | G              | Posizione finale         | Post Season                                                 |
| -------- | --------------- | -------------- | -------------- | -------------- | -------------- | ------------------------ | ----------------------------------------------------------- |
| 2010-11  | N.O. Hornets    | 46             | 36             | 56,1           | 82             | 3º in Southwest Division | Sconfitto al Primo Round dai Lakers (2-4)                   |
| 2011-12  | N.O. Hornets    | 21             | 45             | 31,8           | 66             | 5º in Southwest Division | Manca i play-off                                            |
| 2012-13  | N.O. Hornets    | 27             | 55             | 32,9           | 82             | 5º in Southwest Division | Manca i play-off                                            |
| 2013-14  | N.O. Pelicans   | 34             | 48             | 41,5           | 82             | 5º in Southwest Division | Manca i play-off                                            |
| 2014-15  | N.O. Pelicans   | 45             | 37             | 54,9           | 82             | 5º in Southwest Division | Sconfitto al Primo Round dagli Warriors (0-4)               |
| 2019-20  | Phoenix Suns    | 34             | 39             | 46,6           | 73             | 3º in Pacific Division   | Manca i play-off                                            |
| 2020-21  | Phoenix Suns    | 51             | 21             | 70,8           | 72             | 1° in Pacific Division   | Sconfitto alle NBA Finals dai Bucks (2-4)                   |
| 2021-22  | Phoenix Suns    | 64             | 18             | 78,0           | 82             | 1° in Pacific Division   | Sconfitto alle Semifinali di Conference dai Mavericks (3-4) |
| 2022-23  | Phoenix Suns    | 45             | 37             | 54,9           | 82             | 2° in Pacific Division   | Sconfitto alle Semifinali di Conference dai Nuggets (2-4)   |
| 2023-24  | Detroit Pistons | 14             | 68             | 17,1           | 82             | 5° in Central Division   | Manca i play-off                                            |
|          | Carriera        | 381            | 404            | 48,5           | 785            |                          |                                                             |

## Palmarès
- NBA Western Conference Coach of the Month: 4

Gennaio (2010-11), Marzo (2020-21), Novembre (2021-22), Gennaio (2021-22)
- NBA Coach of the Seeding Games: 1

Agosto 2020
- Allenatore all'All-Star Game: 1

2022
- Allenatore dell'anno: 1

2021-2022